# Herman Österlund

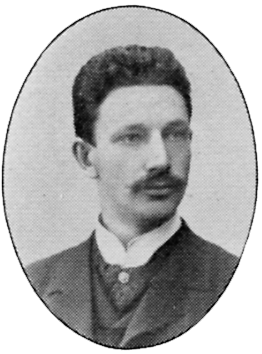

Herman Österlund, född 3 maj 1873 i Arup, Högseröds socken, utanför Löberöd, död 28 september 1964 i Löberöd, var en svensk målare, tecknare och grafiker. Begraven på Högseröds kyrkogård.
Han var son till skräddarmästaren Åke Österlund och Elna Nilsson. Österlund visade redan under skolåldern sådana anlag för teckning att han fick tjänstgöra som teckningslärare för sina klasskamrater. Efter avslutad skolgång arbetade han från 1892 tre år hos dekorationsmålare Svante Thulin i Lund och blev en av hans medhjälparna då Allhelgonakyrkan i Lund och valven i Lunds domkyrka skulle utsmyckas. Vid sidan av arbetet för Thulin fick han undervisning i teckning och målning för porträttmålaren Fredrik Krebs vid Tekniska aftonskolan i Lund tillsammans med bland annat bildhuggare Axel Ebbe, August Johnson och Anders Trulson. Han flyttade till Stockholm 1896 där han till en början deltog i Tekniska skolans kurser som leddes av Olof Arborelius. Efter att han utfört ett godkänt inträdesprov till Konstakademien hösten 1896 kunde han studera vid akademien i Stockholm för Georg von Rosen, Gustaf Cederström och Per Daniel Holm. Han lämnade akademien 1899 sedan han ur kung Oskars hand emottagit den hertigliga medaljen. Under sin studietid i Stockholm delade han ateljé med Otto Hesselbom och fick även tid över för att deltaga i Axel Tallbergs etsningskurs. Efter studieåren flyttade han till Löberöd i Skåne där han bodde fram till 1905 men han genomförde flera utrikesresor tillsammans med bland annat Karl Isakson till Italien, Paris och Spanien. Han flyttade till Malmö 1909 och hyrde från 1913 en sommarateljé i Kämpinge och från 1919 i Arild. Huset i Arild hade fri utsikt över Skälderviken upp mot Hallandsås. Där vistades han sedan varje sommar och från naturen kring Kullaberg kommer de flesta av hans landskapsskildringar. Österman var starkt engagerad i det skånska kulturlivet och var en av stiftarna till Skånska konstnärslaget 1902 och var under många år styrelseledamot i Skånes konstförening. Separat ställde han ut i Lund 1910, Helsingborg 1912, Höganäs 1961 och under en följd av år i Malmö. Redan 1898 började han ställa ut med Konstföreningen för södra Sverige i Malmö och 1901–1902 deltog han i Svenska konstnärernas förenings utställningar i Stockholm samt med Göteborgs konstförening ställde han ut på Valands i Göteborg 1902. Han medverkade i Skånska konstnärslagets utställningar från 1903 i Malmö, Norrköping, Ängelholm, Lund, Göteborg, Simrishamn, Stockholm och Karlskrona. Han var en regelbunden utställare i Skånes konstförenings höstutställningar sedan 1911 och en minneskollektion visades på föreningens jubileumsutställning 1964. Han var representerad i Baltiska utställningen och han medverkade i en större samlingsutställning i Rom och i Kulla konst. Han blev på äldre dar rullstolsbunden och skapade då en understödsfond för sjuka eller på något sätt handikappade konstnärer. Omkring 1915 målade Herman Österlund altartavlan i Högseröds kyrka. Altartavlan har motivet Vandringen till Emmaus. Österlund finns representerad vid Nationalmuseum i Stockholm, Malmö museum, Helsingborgs museum, Tomelilla museum och Lunds universitets konstmuseum.  
- Bland hans verk finns:
- Skogsinteriör, 1894, Malmö museum
- Studiehuvud. Etsning 1899-1900, Nationalmuseum
- Solnedgång, Rövarekulan, 1900, Malmö museum
- Flicka i rött, 1903,  Malmö museum
- Parkmotiv från Versailles, 1904,  Malmö museum
- Kanalmotiv i närheten av Paris, 1904,  Malmö museum
- Vårkväll, Brahehagen, Löberöd, 1906, Helsingborgs museum
- Utsikt från Alhambra mot Sierra Nevada, 1908,  Malmö museum
- Utsikt från "Paradiset", Arild, 1903,  Malmö museum
- Självporträtt, 1908,  Malmö museum
- Skogstjärn, Kullaberg, 1907,  Malmö museum
- Septemberkväll, ca 1925-1926, Nationalmuseum
- Gråstämning, Arild, 1937,  Malmö museum